# Кудурру

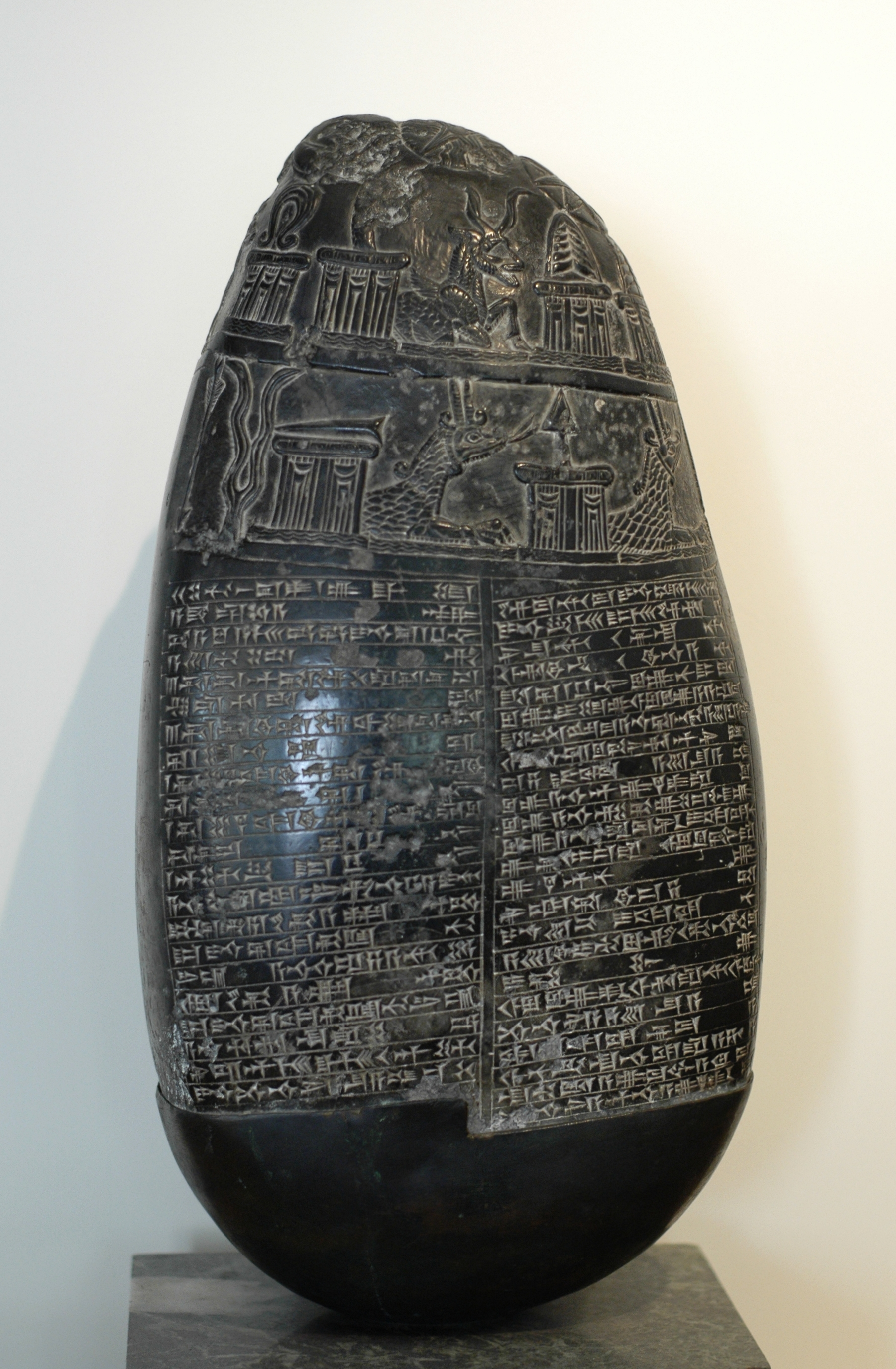
Кудурру пізнього каситського періоду, відомий як «Камінь Мішо». Чорний зміїний, початок XI століття до н. е.. Знайдений французьким ботаніком Андре Мішо близько Багдаду в 1785

Кудурру — межовий прикордонний знак в Вавилонії, за часів каситських царів і в наступні періоди.

## Опис
Своїм походженням кудурру зобов'язаний широкій практиці каситів, а так само і наступних царів по роздачі земель своїм наближеним. Царі намагалися оточити себе відданою знаттю серед ворожого населення. Для цього вони відчужували землю у колективних власників (здебільшого «біту» — племен), іноді шляхом покупки. Документ, який служив і прикордонним знаком, був з каменю, може бути, за звичаєм гірської батьківщини каситів. 
Смутні часи і невпевненість змушували поміщати на цих каменях численні символи божеств, покликаних у свідки особистої власності. Служать важливим джерелом для внутрішньої історії Вавилонії тих часів.